# Kite (film, 2014)
Pour les articles homonymes, voir Kite.
Pour plus de détails, voir Fiche technique et Distribution.
Kite est un film américain réalisé par Ralph Ziman et sorti en 2014. 
C'est l'adaptation live de Domination nakite (カイト, Kaito), un OAV hentai sorti en 1998 et réalisé par Yasuomi Umetsu.

## Synopsis
Sawa est une adolescente orpheline, dans une ville gangrenée par la corruption, où les policiers trempent dans le trafic de jeunes filles. Elle décide de retrouver et traquer les assassins de son père, avec l'aide de l'ex-partenaire de son père, Karl Aker. Alors qu'elle tue de nombreuses personnes, un inspecteur commence à s'intéresser à elle...

## Fiche technique
- Titre original : Kite
- Réalisation : Ralph Ziman
- Scénario : Ralph Ziman, d'après Domination nakite de Yasuomi Umetsu
- Direction artistique : Patrick O'Connor
- Décors : Willie Botha
- Costumes : Ruy Filipe
- Photographie : Lance Gewer
- Montage : Megan Gill
- Musique : Paul Hepker
- Production : Brian Cox, Moisés Cosío, Gerardo Gatica, Alberto Muffelmann, Anant Singh
- Sociétés de production : Detalle Films et Distant Horizons
- Sociétés de distribution : The Weinstein Company (USA)
- Pays d'origine :  Afrique du Sud
- Langue originale : anglais
- Budget :
- Format : Couleur - 2.35:1
- Genre : action, drame
- Durée : 90 minutes
- Dates de sortie[2] : 
  -  États-Unis : 28 août 2014
  -  France : 14 février 2017 (Directement en vidéo)

## Distribution
- India Eisley : Sawa
- Callan McAuliffe : (VQ : François-Nicolas Dolan) : Oburi
- Cleo Rinkwest : Margrit
- Samuel L. Jackson (VF : Thierry Desroses) : le lieutenant Karl Aker
- Russel Savadier : Old Boy
- Keci Eatock : Sawa, jeune
- Matthew Van Leeve : Mandla
- Jaco Muller  : Kratsov
- Liam J. Stratton : le père de Sawa

 Source et légende : version française (VF) sur RS Doublage

## Production

### Développement
Une adaptation live de Domination nakite était envisagée depuis des années, avec notamment Rob Cohen comme réalisateur. Le 2 septembre 2011, David R. Ellis reprend le projet en main, mais il meurt dans sa chambre d'hôtel de Johannesbourg le 7 janvier 2013, alors que le film est en pleine préproduction . En février 2013, Ralph Ziman, déjà scénariste, est engagé comme réalisateur,.

### Casting
Samuel L. Jackson est le premier acteur à rejoindre le projet, en décembre 2012.

### Tournage
Le tournage débute en février 2013 à Johannesbourg en Afrique du Sud,.

## Sortie
Le 10 mai 2013, The Weinstein Company acquiert les droits pour distribuer le film.